# Engines of Creation
„Engines of Creation“ е инструментален рок албум на американския китарист Джо Сатриани, издаден през 2000 г. Този албум е експеримент, в който са смесени инструментал на електрическа китара и модерни дигитални музикални жанрове като техно, дръм енд бейс и индъстриъл. Във всички песни с изключение на „Until We Say Goodbye“ са записани само китарите и са миксирани чрез компютър. Освен това са дигитално обработени чрез компютърен софтуер и синтезатори.
Песента „Until We Say Goodbye“ е номинирана за Грами в категорията „Най-добро инструментално рок изпълнение“.

## Състав
- Джо Сатриани – китари, клавишни, програмиране
- Ерик Клодьо – клавишни, бас, програмиране и редактиране

|  | Тази страница частично или изцяло представлява превод на страницата Engines of Creation (album) в Уикипедия на английски. Оригиналният текст, както и този превод, са защитени от Лиценза „Криейтив Комънс – Признание – Споделяне на споделеното“, а за съдържание, създадено преди юни 2009 година – от Лиценза за свободна документация на ГНУ. Прегледайте историята на редакциите на оригиналната страница, както и на преводната страница, за да видите списъка на съавторите. ВАЖНО: Този шаблон се отнася единствено до авторските права върху съдържанието на статията. Добавянето му не отменя изискването да се посочват конкретни източници на твърденията, които да бъдат благонадеждни. |